# Serie A1 2001 (baseball)
La Serie A1 2001 del Campionato italiano di baseball è stata disputata da dieci squadre ed ha avuto una stagione regolare di 54 partite con 3 incontri settimanali, un'andata e un ritorno. Le prime 4 squadre della classifica dopo la stagione regolare si sono affrontate in due semifinale al meglio delle sette partite. Le due vincitrici si sono affrontate nella finali scudetto sempre al meglio delle sette partite, designando così la squadra campione d'Italia. C'è stata una sola retrocessa in Serie A2.

## Classifiche finali[1]

### Stagione regolare
| Classifica             | PCT  |
| ---------------------- | ---- |
| Semenzato Rimini       | .796 |
| Italeri Bologna        | .722 |
| My Space Grosseto      | .630 |
| Caffè Danesi Nettuno   | .611 |
| Auriga Caserta         | .537 |
| CUS Cantine Ceci Parma | .426 |
| Regalna Paternò        | .352 |
| Colavita Anzio         | .352 |
| G.B. Ricambi Modena    | .333 |
| T&A San Marino         | .241 |

### Semifinali
| Classifica           | PG | PV | PP |
| -------------------- | -- | -- | -- |
| Caffè Danesi Nettuno | 5  | 4  | 1  |
| Italeri Bologna      | 5  | 1  | 4  |

| Classifica        | PG | PV | PP |
| ----------------- | -- | -- | -- |
| Semenzato Rimini  | 4  | 4  | 0  |
| My Space Grosseto | 4  | 0  | 4  |

### Finali scudetto
| Classifica           | PG | PV | PP |
| -------------------- | -- | -- | -- |
| Caffè Danesi Nettuno | 6  | 4  | 2  |
| Semenzato Rimini     | 6  | 2  | 4  |